# علم فيزيولوجيا الرياضة

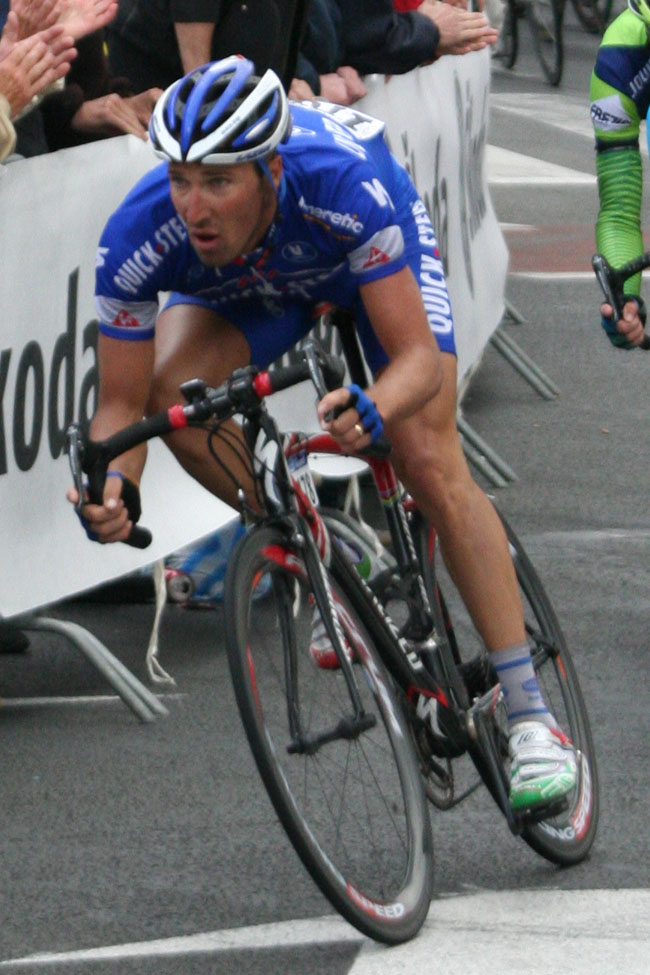
يتم تدريب راكبي الدراجات بواسطة علماء الفيزيولوجيا الرياضية للتعزيز من أدائهم.

علم فيزيولوجيا الرياضة هو علم وظائف الأعضاء المختص بالرياضة البدنية. وهو من ضمن قطاع الرعاية الصحية الذي يدرس الاستجابات الحادة والتكيفات المزمنة لممارسة الرياضة.
يتضمن فهم تأثير ممارسة الرياضة دراسة تغيرات محددة في الأجهزة العضلية، القلب والأوعية الدموية، والأنظمة العصبية التي تؤدي إلى تغيرات في القدرة الوظيفية والقوة نتيجة تدريبات التحمل أو تدريبات القوة. يُعرَف تأثير التدريبات الجسدية برد الفعل تجاه استجابات تكيف الجسم النابعة من ممارسة الرياضة. أو كـ «زيادة الأيض نتيجة لممارسة الرياضة».
يدرس علماء فيزيولوجيا الرياضة تأثير ممارسة الرياضة في علم الأمراض، والآليات التي تقلل أو تعكس ممارسة الرياضة بواسطتها تطور المرض.

## التاريخ
قدم عالم وظائف الأعضاء البريطاني أرشيبالد هيل مفاهيم امتصاص الأكسجين القصوى ونقص الأكسجين المؤقت الناتج عن ممارسة التمارين في عام 1922. تشارك هيل والطبيب الألماني أوتو مايرهوف في عام 1922 جائزة نوبل في علم وظائف الأعضاء أو الطب عن عملهما المستقل المتعلق باستهلاك طاقة العضلات. بناءً على عمله، بدأ العلماء في قياس استهلاك الأكسجين أثناء ممارسة الرياضة. وقُدمت مساهمات ملحوظة من علماء آخرين منهم هنري تايلور من جامعة مينيسوتا، والعلماء الاسكندنافيين بير-أولف أستراند وبينجت سالتينفي في خمسينيات وستينيات القرن العشرين، ومعمل هارفارد للإعياء، والجامعات الألمانية، ومركز كوبنهاجن لأبحاث العضلات.
في هذه الأيام، يمثل عالم فيزيولوجيا الرياضة في بعض الدول مقدمًا للرعاية الصحية الأولية. ويكون ممارسو علم فيزيولوجيا الرياضة محترفين حاصلين على درجة جامعية ويصفون التدخلات القائمة على التمارين الرياضية لعلاج الحالات المختلفة باستخدام جرعات محددة للاستجابة الخاصة بكل فرد.

## تعليم فيزيولوجيا الرياضة
توجد برامج اعتماد لدى الهيئات المهنية في معظم البلدان المتقدمة، وذلك لضمان جودة التعليم واتساقه. في كندا، يمكن لأحد العاملين مع العملاء (سواء بشكل سريري أو لا) في صناعة الصحة واللياقة البدنية الحصول على شهادة الاعتماد المهني (أخصائي فيزيولوجيا معتمد). وفي أستراليا، يمكن للمرء الحصول على شهادة الاعتماد المهني (أخصائي فيزيولوجيا التمارين الرياضية (AEP)) من الهيئة المهنية للتمرين وعلوم الرياضة في أستراليا (ESSA). في أستراليا، من الشائع أن يحصل حاملو AEP أيضًا على مؤهل عالِم تمرين معتمد (AES). الهيئة الحاكمة الأولى هي الكلية الأمريكية للطب الرياضي.
تضم دراسة ممارس فيزيولوجيا الرياضة ولا تنحصر على الكيمياء الحيوية، بيولوجيا الطاقة ووظائف القلب والرئة وعلم الدم والميكانيكا الحيوية وعلم وظيفة الجهاز الهيكلي ووظيفة الجهاز العصبي، وجهاز الغدد الصماء ووظيفة الجهاز العصبي المركزي والطرفي. بالإضافة لذلك، يتراوح ممارسي فيزيولوجيا بين العلماء بالأسس حتى الباحثين السريريين والممارسين السريريين والمدربين الرياضيين.
تقدم الكليات والجامعات فيزيولوجيا الرياضة كبرنامج دراسي على أكثر من مستوى، بما في ذلك برامج البكالوريوس والدراسات العليا والدكتوراه. أساس فيزيولوجيا الرياضة كتخصص هو إعداد الطلاب لمهنة في مجال العلوم الصحية. يركز البرنامج على الدراسة العلمية للعمليات الفيزيولوجية المشاركة في النشاط البدني أو الحركي، بما في ذلك التفاعلات الحس-حركية، وآليات الاستجابة، وتأثير الإصابة، والمرض، والإعاقة. ويتضمن تعليمات حول التشريح الهيكلي، والأسس الجزيئية والخلوية لانقباض العضلة، واستهلاك الطاقة، والفيزيولوجيا العصبية لميكانيكا الحركة، والاستجابات الفيزيولوجية الداخلية (التنفس، ودوران الدم، وإفرازات الغدد الصماء، وغيرها) والإعياء والإجهاد وتمارين الجسد والعضلات وفيزيولوجيا نشاطات أو تمارين محددة وفيزيولوجيا الإصابة، وتأثير الإعاقات والأمراض.
تتضمن الوظائف المتاحة لحاملي درجة في فيزيولوجيا الرياضة: العمل غير السريري القائم على العميل، والمتخصصين في القوة والتكييف، وعلاج أمراض القلب والرئة، والبحوث السريرية.
لحصر المجالات المتعددة من الدراسة، يتعلم الطلاب عمليات للمتابعة مع العميل. تدرَس تعاليم عملية ومحاضرات في الفصل وفي المختبر. وتشمل:
- تقييم الصحة والمخاطر: من أجل العمل بأمان مع عميل في الوظيفة، يجب أن تكون قادرًا أولاً على معرفة الفوائد والمخاطر المرتبطة بالنشاط البدني. مثال على هذا معرفة الإصابات المحددة التي يمكن أن يتعرض لها الجسم أثناء التمرين، وكيفية إجراء فحص صحيح للعميل قبل بدئه التدريب، والعوامل التي يجب البحث عنها والتي تخفض من أدائه.
- اختبار التمرين: تنسيق الاختبارات الرياضية من أجل قياس تكوينات الجسم، واللياقة القلبية التنفسية، والقوة/ التحمل العضلي، والمرونة. تُستخدم اختبارات وظيفية أيضًا للحصول على فهم أكبر لجزء محدد من الجسم. بمجرد جمع المعلومات حول العميل، يجب أن يكون ممارسو فيزيولوجيا الرياضة قادرين على تفسير بيانات الاختبار وتحديد النتائج المرتبطة بالصحة التي اكتُشفت.
- وصفة بالتمارين: يلبّي تشكيل برامج تدريب أهداف الصحة واللياقة البدنية للأفراد. يجب أن تكون قادرًا على استخدام أنواع مختلفة من التمارين، والأسباب/ الهدف لممارسة العملاء للرياضة، والتقييمات التي فُحصت مسبقًا. معرفة كيفية وصف تدريبات طبقًا لاعتبارات خاصة وتبعًا للفئة المستهدفة مطلوبة أيضًا. قد يشمل هذا الاختلافات العمرية والحمل وأمراض المفاصل والسمنة والأمراض الرئوية، إلخ.

## المنهج الدراسي
يحتوي المنهج الدراسي لعلم فيزيولوجيا الرياضة على علم الأحياء والكيمياء والعلوم التطبيقية. والهدف من اختيار هذه الأقسام لذلك التخصص هو الحصول على فهم متقدم للتشريح وعلم وظائف الأعضاء للجسم البشري ككل وعلم وظائف الأعضاء الرياضي. ويتضمن تعليمات في تشريح العضلات والهيكل العظمي، والأسس الجزيئية والخلوية لتقلص العضلات: استهلاك الوقود، والفيزيولوجيا العصبية لميكانيكا الحركات وهي الاستجابات الفيزيولوجية الداخلية (التنفس، ودوران الدم، وإفرازات الغدد الصماء، وغيرها)، والإعياء والإجهاد، وتمارين الجسد والعضلات، وفيزيولوجيا نشاطات أو تمارين محددة. وفيزيولوجيا الإصابة وتأثير الإعاقات والأمراض. لا يكفي لإتمام درجة علمية في علم فيزيولوجيا الرياضة الجدول الدراسي الكامل فقط بل يجب وجود حد أدنى من الخبرة العملية ويوصى بالتدريبات.